# Parafia Matki Bożej Fatimskiej w Rozborzu
Parafia Matki Bożej Fatimskiej w Rozborzu – parafia rzymskokatolicka, znajdująca się w archidiecezji przemyskiej, w dekanacie Przeworsk II. 

## Historia
Rozbórz należał do parafii farnej w Przeworsku. 28 października 1984 roku, 214 domów z Rozborza zostało przyłączonych do nowo utworzonej parafii w Mirocinie. W 1999 roku mieszkańcy pozostałej części wsi (300 domów), z inicjatywy abpa Józefa Michalika zaadaptowali budynek starej szkoły na kaplicę, którą 22 grudnia 1999 roku poświęcił o. gwardian Jan Kanty Bartnik z klasztoru bernardynów w Przeworsku. 
15 września 2000 roku przeworska część Rozborza została przydzielona do nowo utworzonej parafii Chrystusa Króla w Przeworsku. W 2000 roku podjęto decyzję o budowie nowego kościoła. 12 maja 2002 roku bp Adam Szal poświęcił plac pod budowę kościoła. W sierpniu 2002 roku rozpoczęto budowę kościoła, według projektu arch. Gabriela i Jasnusza Hanusów i konstruktora inż. Kazimierza Karpia. 
16 czerwca 2005 roku dekretem abpa Józefa Michalika utworzono Rektorat przy kościele pw. Matki Bożej Fatimskiej w Rozborzu, a jej rektorem został ks. Jan Gołąb. 17 kwietnia 2006 roku abp Józef Michalik dokonał wmurowania kamienia węgielnego. 29 grudnia 2006 został erygowana parafia w Rozborzu. 15 czerwca 2008 roku odbyła się konsekracja kościoła, której dokonał abp Józef Michalik.
Na terenie parafii jest 1 145 wiernych.
Proboszczowie parafii :
2006– nadal ks. Jan Gołąb.